# Освалдо Алфредо да Силва
Освалдо Алфредо да Силва, также известный как Освалдо Бализа или просто Освалдо (9 октября 1923 — 30 сентября 1999) — бразильский футболист, вратарь.

## Биография
Освалдо родился в Тангуа (штат Рио-де-Жанейро), его родители рано умерли, из-за чего детство Освалдо прошло в приюте. Уже в 12 лет он был ростом больше 180 см. Он начал свою футбольную карьеру в 1943 году в клубе «Ботафого». Дебютным для Освалдо стал матч с «Фламенго», который «Ботафого» выиграл со счётом 6:2. С «Ботафого» в 1948 году он выиграл Лигу Кариока.
Будучи игроком «Ботафого» он получил вызов в национальную сборную на чемпионат Южной Америки 1949 года, который Бразилия выиграла. Основным вратарём команды был Моасир Барбоза, Освальдо не сыграл ни в одном матче.
Он играл за «Ботафого» до 1950 года, покинул клуб из-за конфликта с тренерским штабом. В 1953 году он стал вратарём «Васко да Гама». В 1954 году он присоединился к команде «Баия», с которой выиграл титул чемпиона Лиги Баияно. Через год он перешёл в клуб «Спорт Ресифи», где он провёл пять лет. Вместе со «Спортом» он выиграл три чемпионских титула Лиги Пернамбукано: в 1955, 1956 и 1958 годах.
В 1959 году он стал вратарём клуба «Канто до Рио», в котором через год закончил свою футбольную карьеру.